# Street Fighter X Tekken
Street Fighter X Tekken is een 2D-vechtspel uit 2012 geproduceerd door Capcom. Het is de eerste game waarin personages uit de series Street Fighter en Tekken tegenover elkaar staan. In het spel worden personages uit Tekken in de wereld van Street Fighter geplaatst. Namco Bandai, de producent van de Tekken-games, maakt op haar beurt een eigen computerspel, waarbij personages uit Street Fighter in het universum van Tekken worden geplaatst. Het idee voor deze cross-overs is ontstaan uit een weddenschap tussen Yoshinori Ono en Katsuhiro Harada, welke respectievelijk de producenten van de Street Fighter- en de Tekken-serie zijn.

## Personages
Op het evenement Captivate 2011 waren tien personages te zien in een speelbare versie van de game. Elke serie werd vertegenwoordigd door vijf personages. In de loop der tijd zal Capcom meer personages onthullen. Hieronder volgen de tot nu toe aangekondigde personages.
| Street Fighter | Tekken         | Gasten          |
| -------------- | -------------- | --------------- |
| Ryu            | Kazuya         | Mega Man (DLC)  |
| Ken            | Nina           | Pac-Man (DLC)   |
| Chun-Li        | Asuka          | Toro (PS3/Vita) |
| Cammy          | Lili           | Kuro (PS3/Vita) |
| Guile          | Heihachi       | Cole (PS3/Vita) |
| Abel           | Kuma           |                 |
| Dhalsim        | Paul           |                 |
| Sagat          | Law            |                 |
| Rolento        | King           |                 |
| Ibuki          | Marduk         |                 |
| Poison         | Hwoarang       |                 |
| Hugo           | Steve          |                 |
| Rufus          | Bob            |                 |
| Zangief        | Julia          |                 |
| Vega           | Yoshimitsu     |                 |
| Balrog         | Raven          |                 |
| M. Bison       | Jin            |                 |
| Juri           | Xiaoyu         |                 |
| Akuma          | Ogre           |                 |
| Elena (DLC)    | Lei (DLC)      |                 |
| Dudley (DLC)   | Christie (DLC) |                 |
| Guy (DLC)      | Bryan (DLC)    |                 |
| Cody (DLC)     | Jack-X (DLC)   |                 |
| Sakura (DLC)   | Lars (DLC)     |                 |
| Blanka (DLC)   | Alisa (DLC)    |                 |

* DLC staat voor downloadable content of downloadbare inhoud.